# Lalande-en-Son
 Lalande-en-Son  es una población y comuna francesa, en la región de Picardía, departamento de Oise, en el distrito de Beauvais y cantón de Le Coudray-Saint-Germer.

## Demografía
| 150 | 143 | 243 | 280 | 567 | 629 |
| Para los censos de 1962 a 1999 la población legal corresponde a la población sin duplicidades (Fuente: INSEE [Consultar]) |     |     |     |     |     |